# Musikstücke auf der Voyager Golden Record

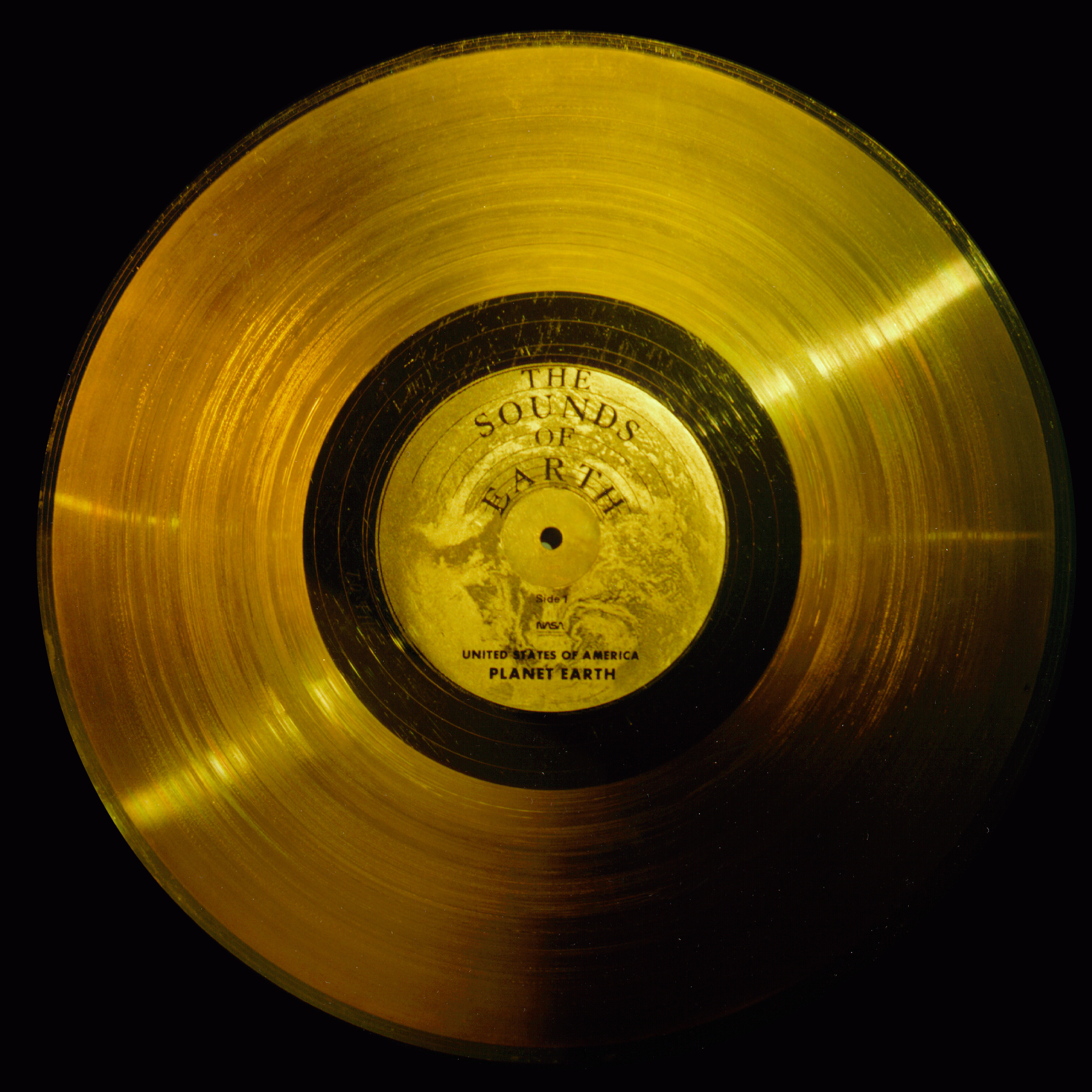
Datenplatte mit Bild- und Toninformationen

Die Musikstücke auf der Voyager Golden Record bilden den vierten und letzten Abschnitt auf der interstellaren Datenplatte. Es wurden 27 verschiedene Musikstücke hierfür ausgewählt. Die Genres reichen von Ballett, Chormusik, Gamelan, Jazz, Kammermusik, Klaviermusik, Mariachi, Oper, Qin, Renaissancemusik, Rock ’n’ Roll, Schlaginstrument, Shakuhachi, Sinfonie, Negro Spiritual, Streichquartett, Violinsonate, Vokalmusik (mit fünf Titeln) und Volksmusik (mit fünf Titeln). Die Gesamtspielzeit der Musikstücke beträgt eine Stunde 27 Minuten und 16 Sekunden (87:16 Minuten).

## Musik
Die Musikstücke sind in der Reihenfolge sortiert, in der sie sich auf der Datenplatte befinden.
| #  | Komponist oder Land     | Titel                                                                  | Interpret                                                                            | Aufgenommen von                      | Musikgenre       | Länge |
| -- | ----------------------- | ---------------------------------------------------------------------- | ------------------------------------------------------------------------------------ | ------------------------------------ | ---------------- | ----- |
| 01 | Johann Sebastian Bach   | 2. Brandenburgisches Konzert, Erster Satz                              | Münchener Bach-Orchester, Karl Richter (Dirigent)                                    |                                      | Kammermusik      | 4:40  |
| 02 | Mangkunegara IV         | Hof-Gamelan Puspawarna (Javanesisch für Arten von Blumen)              |                                                                                      | Robert E. Brown                      | Gamelan          | 4:43  |
| 03 | Senegal                 | Senegalesische Schlaginstrumente                                       |                                                                                      | Charles Duvelle                      | Schlaginstrument | 2:08  |
| 04 | Zaire                   | Initiationsgesang der Pygmäenmädchen                                   |                                                                                      | Colin Turnbull                       | Vokalmusik       | 0:56  |
| 05 | Australien              | Lieder der Aborigines: Morgenstern und Teufelsvogel                    |                                                                                      | Sandra LeBrun Holmesl                | Vokalmusik       | 1:26  |
| 06 | Lorenzo Barcelata       | El cascabel                                                            | Mariachi México                                                                      |                                      | Mariachi         | 3:14  |
| 07 | Chuck Berry             | Johnny B. Goode                                                        | Chuck Berry                                                                          |                                      | Rock ’n’ Roll    | 2:38  |
| 08 | Neuguinea               | Männerhaus-Gesang                                                      |                                                                                      | Robert MacLannan                     | Vokalmusik       | 1:20  |
| 09 | Japan                   | Tsuru No Sugomori (Kranichnest)                                        | Goro Yamaguchi                                                                       |                                      | Shakuhachi       | 4:51  |
| 10 | Johann Sebastian Bach   | Gavotte en rondeau aus der Partita III E-Dur für Violine solo          | Arthur Grumiaux                                                                      |                                      | Violinsonate     | 2:55  |
| 11 | Wolfgang Amadeus Mozart | Arie der Königin der Nacht (Nr. 14) aus der Oper Die Zauberflöte       | Bayerische Staatsoper München, Edda Moser (Solistin), Wolfgang Sawallisch (Dirigent) |                                      | Oper             | 2:55  |
| 12 | Georgische SSR          | Tchakrulo                                                              | Chor                                                                                 | Radio Moskau                         | Chormusik        | 2:18  |
| 13 | Peru                    | Panflöten und Trommel                                                  |                                                                                      | Casa de la Cultura, Lima             | Volksmusik       | 0:52  |
| 14 | USA                     | Melancholy Blues                                                       | Louis Armstrong and His Hot Seven                                                    |                                      | Jazz             | 3:05  |
| 15 | Aserbaidschanische SSR  | Sackpfeifen                                                            |                                                                                      | Radio Moskau                         | Volksmusik       | 2:30  |
| 16 | Igor Strawinsky         | Opfertanz aus Le sacre du printemps                                    | Columbia Symphony Orchestra, Igor Strawinsky (Dirigent)                              |                                      | Ballett          | 4:35  |
| 17 | Johann Sebastian Bach   | Präludium und Fuge C-Dur, Wohltemperiertes Klavier Teil II/1           | Glenn Gould                                                                          |                                      | Klaviermusik     | 4:48  |
| 18 | Ludwig van Beethoven    | Erster Satz der 5. Sinfonie                                            | Philharmonia Orchestra, Otto Klemperer (Dirigent)                                    |                                      | Sinfonie         | 7:20  |
| 19 | Bulgarien               | Izlel je Delyo Haydutin                                                | Walja Balkanska                                                                      |                                      | Volksmusik       | 4:59  |
| 20 | Navajo-Indianer         | Gesang der Nacht                                                       | Navajo-Indianer                                                                      |                                      | Vokalmusik       | 0:57  |
| 21 | Anthony Holborne        | The Fairie Round aus Paueans, Galliards, Almains and Other Short Aeirs | The Early Music Consort of London                                                    |                                      | Renaissancemusik | 1:17  |
| 22 | Salomonen-Inseln        | Panflöten                                                              |                                                                                      | Solomon Islands Broadcasting Service | Volksmusik       | 1:12  |
| 23 | Peru                    | Hochzeitsgesang                                                        |                                                                                      | John Cohen                           | Volksmusik       | 0:38  |
| 24 | China                   | Fließende Bäche                                                        | Kuan P’ing-hu                                                                        |                                      | Qin              | 7:37  |
| 25 | Indien                  | Raga Jaat Kahan Ho                                                     | Surshri Kesa Bai Kerkar                                                              |                                      | Vokalmusik       | 3:30  |
| 26 | Blind Willie Johnson    | Dark Was the Night, Cold Was the Ground                                | Blind Willie Johnson                                                                 |                                      | Spiritual        | 3:15  |
| 27 | Ludwig van Beethoven    | Fünfter Satz (Cavatina) des Streichquartetts Nr. 13 B-Dur op. 130      | Budapest Quartet                                                                     |                                      | Streichquartett  | 6:37  |